# あの高地を取れ
『あの高地を取れ』（あのこうちをとれ、Take the High Ground!）は1953年のアメリカ合衆国の映画。リチャード・ブルックス監督の作品で、主演はリチャード・ウィドマーク。

## キャスト
| 役名                 | 俳優                     | 日本語吹替   | 日本語吹替  |
| 役名                 | 俳優                     | フジテレビ版 | NETテレビ版 |
| -------------------- | ------------------------ | ------------ | ----------- |
| ソーン・ライアン軍曹 | リチャード・ウィドマーク | 大塚周夫     | 大塚周夫    |
| ラバーン・ホルト軍曹 | カール・マルデン         | 塩見竜介     | 島宇志夫    |
| ジュリー・モリソン   | エレイン・スチュワート   | 富田恵子     |             |
| マートン・トリバー   | カールトン・カーペンター |              |             |
| ポール・ジェイミソン | ラス・タンブリン         | 中山輝夫     | 富山敬      |
| エルビン・キャリー   | ジェローム・コートランド |              |             |
| ロボ・ナグラスキ     | スティーブ・フォレスト   |              |             |

- フジテレビ版：初回放送1968年4月4日
- NETテレビ版：初回放送1972年8月19日『土曜映画劇場』

## スタッフ
- 監督：リチャード・ブルックス
- 製作：ドア・シャリー
- 脚本：ミラード・カウフマン
- 撮影：ジョン・アルトン
- 美術：セドリック・ギボンズ、エドワード・C・カーファグノ
- 音楽：ディミトリ・ティオムキン
- アソシエイト・プロデューサー：ハーマン・ホフマン
- カラー・コンサルタント：アルボード・アイスマン